# Kamenets-Podolsk
Kamenets-Podolsk (en rus: Каменец-Подольск) és un poble del krai de Khabàrovsk, a l'Extrem Orient de Rússia. El 2012 tenia 173 habitants. Pertany al districte rural de Lazó.